# Teneriffa-Zypergras
Das Teneriffa-Zypergras (Cyperus teneriffae Poir., Syn.: Cyperus rubicundus Vahl) ist eine Pflanzenart aus der Familie der Sauergrasgewächse (Cyperaceae).

## Merkmale
Das Teneriffa-Zypergras ist eine einjährige Felspflanze, die Wuchshöhen von 5 bis 20 Zentimeter erreicht. Die grundständigen Blätter sind 1 bis 3 Millimeter breit, rinnig und schlaff sowie schneidig erweitert. Der kopfige Blütenstand besteht aus 3 bis 10 stark zusammengedrückten Ährchen, die wiederum aus 12 bis 32 Blüten bestehen. Zum Teil wird er von 2 oder 3, seltener auch 4 Hüllblättern überragt.
Die Blütezeit reicht von September bis Februar.
Die Chromosomenzahl beträgt 2n = 42, 50 oder 52.

## Vorkommen
Das Teneriffa-Zypergras kommt von Afrika und den Kanaren bis Westasien und Indien, in Indonesien und im nördlichen Australien vor.
Auf den Kanaren kommt es in Teneriffa und Gran Canaria vor. Die Art wächst dort im Sukkulentenbusch.

## Weblink
- Cyperus rubicundus in der Roten Liste gefährdeter Arten der IUCN 2013.2. Eingestellt von: Kumar, B., 2011. Abgerufen am 11. April  2014.